# Chroomonadaceae
Famille
Les Chroomonadaceae sont une famille d'algues de l'embranchement des Cryptista, de la classe des Cryptophyceae et de l’ordre des Pyrenomonadales.

## Étymologie
Le nom de la famille vient de l'ancien genre type Chroomonas, (qui, selon AlgaeBase (4 septembre 2022), fait partie des Hemiselmidaceae), dérivé du grec χρωτός  / chrotós, « couleur ; peau ; chair », et μονασ / monas, « seul, solitaire, isolé », littéralement « monade couleur de la peau ».

## Description
Les Chroomonas sont des monades biflagellées, elliptiques et nageant librement qui forment souvent des colonies palmelloides épaisses et mucilagineuses. En l'absence de sillon, les cellules ont un œsophage tubulaire longitudinal qui s'étend vers l'arrière à partir du vestibule sous-apical.
L'oesophage est tapissé, généralement, de deux à quatre rangées longitudinales d'éjectosomes.
Un seul chloroplaste, un seul pyrénoïde et un seul nucléomorphe ; le chloroplaste contenant la phycobiliprotéine, Cr-phycocyanine 645 (et, rarement, Cr-phycocyanine 630), et dont la couleur varie du bleu ciel au bleu-vert et au vert.
Les cellules peuvent être avec ou sans ocelle. Le périplaste est doté de plaques internes et superficielles enserrant la membrane plasmique.
La reproduction sexuée est inconnue, la reproduction se faisant par simple division cellulaire souvent à l'état palmelloide.
La production de kystes est inconnue.

## Distribution
Le genre Chroomonas a une distribution cosmopolite dans les habitats marins et d'eau douce, sur tous les continents. La plupart des espèces sont décrites dans les eaux européennes mais beaucoup ne sont connues que dans leur localité type, c'est-à-dire spécifiques du lieu où elles ont été découvertes.

## Liste des genres
Selon AlgaeBase (4 septembre 2022) : aucun taxon
Selon World Register of Marine Species (4 septembre 2022) :
- Falcomonas Hill, 1991
- Hemiselmis Parke, 1949
- Komma D.R.A.Hill, 1991
- Plagiomonas B.Grassi, 1881

## Systématique
Le nom correct complet (avec auteur) de ce taxon est Chroomonadaceae B.L. Clay, P. Kugrens & R.E. Lee, 1999.
Cette famille n'est mentionnée qu'à titre indicatif par AlgaeBase (4 septembre 2022), qui en a réparti les genres comme suit :
- Falcomonas : ordre Cryptophyceae incertae sedis et famille des Falcomonadaceae ;
- Hemiselmis : famille des Hemiselmidaceae ;
- Komma et Plagiomonas : famille des Hemiselmidaceae.

## Publication originale
- Clay, B.L., Kugrens P. & Lee, R.E. (1999).  A revised classification of Cryptophyta. Botanical Journal of the Linnean Society 131: 131-152.